# Sinagoga Șas Hevra din Cluj-Napoca
Sinagoga Șas Hevra este un fost lăcaș de cult mozaic al comunității așkenaze din municipiul Cluj-Napoca, situat pe str. Croitorilor nr. 13. Începând cu anul 1991, este sediul Institutului de Iudaistică și Istorie Evreiască „Dr. Moshe Carmilly” al Universității Babeș-Bolyai.